# Rufí Petroni Nicòmac Ceteg
Rufí Petroni Nicòmac Ceteg va ser un polític de la Itàlia ostrogoda i de l'Imperi Romà d'Orient. Va ser nomenat cònsol l'any 504 i va ocupar el càrrec sense col·lega. El seu pare era Petroni Probe, cònsol de l'any 489 i destacat partidari de l'antipapa Laurenci.
John Moorhead ha proposat identificar Ceteg amb un Petroni de Roma, que amb un Renat de Ravenna, va debatre amb Sever d'Antioquia sobre la naturalesa de Crist mentre Sever residia a Constantinoble (508–511). Si és correcta, aquesta identificació situaria Ceteg en un cercle d'intel·lectuals aristocràtics al voltant de Boeci.
El desembre del 546, quan el rei dels ostrogots, Tòtila, va superar les defenses romanes i va entrar a la ciutat de Roma, Ceteg, que per la seva edat havia esdevingut president del Senat (caput senatus), Deci (cònsol el 529) i Anici Faust Albí Basili (cònsol el 541) van fugir de Roma amb el general Besses. Segons el Liber Pontificalis, Ceteg i Basili van arribar a Constantinoble, on l'emperador Justinià I «els va consolar i els va enriquir com corresponia a cònsols romans».
Mentre residia a Constantinoble, Justinià va utilitzar dues vegades els serveis de Ceteg per negociar amb el papa Vigili sobre la negativa d'aquest últim a condemnar els Tres Capítols. La primera va ser a finals del 551, quan Vigili havia fugit del Palau de Placídia i va buscar refugi a la Basílica de Sant Pere d'Hormisdas; la segona a la primavera del 552, quan Vigili havia tornat a fugir del Palau de Placídia poc abans de Nadal, i aquesta vegada va trobar refugi a l'església de Santa Eufèmia a Calcedònia.
Encara era viu l'any 558.